# 中島和子
中島 和子（なかじま かずこ、1936年 - ）は、日本の言語学者・教育学者。トロント大学名誉教授。専門は、バイリンガル教育、継承語教育、日本語教育学。

## 来歴
国際基督教大学教養学部卒業。トロント大学言語学博士課程修了。
トロント大学東アジア学科教授を経て名古屋外国語大学外国語学部教授を務める。年少者の言語教育分野における多岐に渡る研究で知られており、日本のバイリンガル教育研究の権威。
「カナダ日本語教育振興会（Canadian Association for Japanese Language Education）」名誉会長、「母語・継承語・バイリンガル教育(MHB)研究会（Mother tongue, Heritage Language, and Bilingual education Research Association）」会長を歴任。
2019年、瑞宝中綬章受章。

## 著書
- 『バイリンガル教育の方法〜地球時代の日本人育成を目指して〜』（アルク、1998年）
  - 『バイリンガル教育の方法〜12歳までに親と教師ができること〜』と改題した増補改訂版：2001）
- 『言葉と教育　海外で子どもを育てている保護者のみなさまへ』海外子女教育振興財団、1998年）
- 『カナダの継承語教育-多文化・多言語主義をめざして』（明石書店、2005年）

## 翻訳
- カナダの継承語教育 多文化・多言語主義をめざして ジム・カミンズ,マルセル・ダネシ 高垣俊之共訳 明石書店 2005.5